# Дудашу (Мехединци)
Дудашу (рум. Dudașu) насеље је у Румунији у округу Мехединци у општини Шимијан. Oпштина се налази на надморској висини од 68 m.

## Становништво
Према подацима из 2002. године у насељу је живело 1197 становника.

### Попис2002.
| Расподела становништва по националности 2002.‍ | Расподела становништва по националности 2002.‍ | Расподела становништва по националности 2002.‍ | Расподела становништва по националности 2002.‍ | Расподела становништва по националности 2002.‍ |
| --------------------------------------------- | --------------------------------------------- | --------------------------------------------- | --------------------------------------------- | --------------------------------------------- |
|                                               |                                               |                                               |                                               |                                               |
| Румуни                                        | Румуни                                        |                                               | 537                                           | 44,9%                                         |
| Роми                                          | Роми                                          |                                               | 660                                           | 55,1%                                         |